# Font de Cal Cisquet
La Font de Cal Cisquet és una font noucentista de la Riba (Alt Camp) protegida com a Bé Cultural d'Interès Local.

## Descripció
La font, adossada a un mur del carrer Costa Baixa, és formada fonamentalment per una pica rectangular de pedra i cinc brolladors de marbre en forma de caps de lleó. L'element decoratiu més remarcable del conjunt el constitueix un plafó semicircular de ceràmica emmarcat per una motllura sobresortint de pedra saldonera. El plafó representa una escena familiar de pesca, i mostra de gust estètic lligat al Noucentisme.

## Història
Una data situada en una de les rajoles del plafó ceràmic de la font en fixa la construcció l'any 1934.